# 예산 수덕사 삼층석탑
예산 수덕사 삼층석탑(禮山 修德寺 三層石塔)은 대한민국 충청남도 예산군 덕산면, 수덕사 대웅전 앞에 자리한 고려시대의 삼층석탑이다. 1983년 9월 29일 충청남도의 유형문화재 제103호로 지정되었다.

## 개요
수덕사 삼층석탑은 조인정사(祖印精舍) 건물 앞쪽에 놓여 있는 화강암으로 만든 일반형 삼층석탑으로 2중 기단을 가지고 있다. 상층 기단은 4매석을 조립하였으며 각 면에는 우주(隅柱)와 탱주(撑柱)가 표현되어 있다.
탑신부는 2층 탑신과 초층 옥개석이 약간 파손되었으나 다른 부재는 완전하다. 옥개와 탑신부는 각각 1석으로 되어 있으며 1층은 5단의 옥개받침을 하였으나 2·3층은 3단의 옥개받침만을 가지고 있다.
상면에서는 1단의 받침으로 그 위에 탑신을 받고 옥개석은 반전이 심한 편으로 고려시대 석탑의 전형을 보여주고 있으며 이 탑은 3층 옥개석과 노반이 1석으로 되어 있고 그 위에 보륜과 보개가 남아 있다. 전체적으로 균형미를 갖춘 탑이다.

## 같이 보기
- 삼층석탑
- 수덕사

## 참고 자료
- 수덕사삼층석탑 - 국가유산청 국가유산포털